# Johann Kotzebue
Johann Kotzebue (* 22. Mai 1616 in Quedlinburg; † 11. Februar 1677 in Hannover) war ein deutscher evangelisch-lutherischer Theologe und Abt des Klosters Loccum.

## Leben
Kotzebue besuchte das Gymnasium in Magdeburg, wo sein Vater Lic. theol. Johann Kotzebue (1591–1629) als Pastor und Konsitorialassissent tätig war. Seine Mutter war Magdalene, geb. Mühlmann (1590–1638). Er studierte Theologie an den Universitäten zu Wittenberg und ab 1637 in Helmstedt. 1639 bis 1643 übernahm er die Erziehung des Burchard von Steinberg zu Brüggen. 1654 wurde Kotzebue Konventual des Klosters Loccum, 1655 Provisor des Klosters und Coadjutor des Abts Johann IX. Kitzow. Am 2. April 1658 wurde er als Abt des Klosters Loccum eingeführt und in dieser Funktion zum 1. Land- und Schatzrat des Fürstentums Calenberg bestellt. Er bekleidete dieses Amt bis zu seinem Tod 1677.
Zwischen 1659 und 1661 wurden fünf Anklagen wegen angeblicher Hexerei vor dem Loccumer Stiftsgericht, der klösterlichen Gerichtsbarkeit, erhoben. Kotzebue nahm an den Verhandlungen des Loccumer Stiftsgerichts teil und führte unter anderem im Verfahren gegen Gesche Köllers Befragungen durch.
1661 erfolgte eine Neuordnung der klösterlichen Gebetszeiten, 1669 wurde eine besondere Loccumer Schulordnung erlassen. Eine wichtige Aufgabe bestand darin, das Visitationsrecht des – katholischen – Herzogs Johann Friedrich von Kalenberg abzuwenden.
1661 beantragte Kotzebue beim Konvent, ihm wegen Leibesschwäche die Verheiratung zu gestatten. Am 13. Oktober 1662 heiratete er nach fürstlicher Genehmigung Margarethe Elisabeth, geb. Engelbrecht (1643–1700), Tochter des fürstlich-braunschweigisch-lüneburgischen Landesrentmeisters und Syndikus der Calenberger Landschaft Christian Wilhelm Engelbrecht (1612–1675). Seine Frau durfte nicht näher als zwei Meilen am Kloster wohnen.
Sein ältester Sohn Johann Wilhelm Kotzebue (geb. 1666) wurde Abt des Klosters Bursfelde, der zweite Sohn Christian Burchard (1667–1733) Superintendent in Ronnenberg, der dritte Georg Karl (1668–1730) Amtmann in Westen. Die Tochter Margaretha Emerantia (1671–1760) heiratete den Leibarzt Brandanus August Konerding (1652–1707).
Kotzebues Nachfolger als Abt wurde Gerhard Wolter Molanus.